# لپچینتسه
لپچینتسه (به صربی: Lepčince) یک منطقهٔ مسکونی در صربستان است که در ناحیه پچینیا واقع شده‌است. لپچینتسه ۱۲۶ نفر جمعیت دارد.